# 22 Orionis
Ne doit pas être confondu avec ο (Omicron) Orionis.
Désignations
22 Orionis (en abrégé 22 Ori) est une étoile binaire de la constellation d'Orion, située sur l'équateur céleste. Elle porte également la désignation de Bayer de o Orionis, 22 Orionis étant sa désignation de Flamsteed. Elle est visible à l'œil nu avec une magnitude apparente de 4,74. D'après la mesure de sa parallaxe annuelle par le satellite Gaia, le système est distant d'environ ∼ 1 140 a.l. (∼ 350 pc) de la Terre. Il s'éloigne du Système solaire à une vitesse radiale d'environ +29 km/s.
22 Orionis est une binaire spectroscopique à raies simples avec une période orbitale de 293 jours et une excentricité de 0,15. Sa composante visible est une étoile bleu-blanc de type spectral B2 IV-V,, avec la classe de luminosité « IV-V » indiquant que son spectre présente des traits mélangés entre ceux d'une étoile sur la séquence principale et ceux d'une sous-géante. Elle est suspectée d'être soit une variable de type Beta Cephei, soit une étoile de type B à pulsation lente. On estime que l'étoile est neuf fois plus massive que le Soleil et qu'elle est âgée de 18,5 millions d'années. Elle est 741 fois plus lumineuse que le Soleil et sa température de surface est de 19 953 K.